# 지게장인
지게장인은 물건을 운반할 때 사용되는 지게를 만드는 사람이다. 2019년 2월 11일 세종특별자치시의 향토문화유산(무형) 제69호로 지정되었다.

## 지정 사유
지게는 물건을 운반할 때 사용되는 우리나라의 대표적인 운반 도구로서 누구나 손쉽게 만들 수 있었던 농사도구이다.
그러나 산업화, 기계회가 되면서 운반도구의 변화가 발생하여 지게제작 기술이 사라져가고 있다. 
조태식은 조부 때부터 지게를 제작하던 집안으로 50여 년간 지게제작에 종사하고 있으며, 전통지게제작 방식을 그대로 재현하는 등 그 기량이 탁월하여 지게장인을 향토무형문화유산으로 지정한다.

## 보유자
- 성명 : 조태식
- 주소 : 세종특별자치시 조치원읍 명리

## 참고 문헌
- 전통지게, 세종시 향토문화유산이 되다  | 대전MBC 시사플러스 2019 0304 - 유튜브